# Honda e
Honda e – elektryczny samochód osobowy klasy miejskiej produkowany pod japońską marką Honda w latach 2019–2024.

## Historia i opis modelu

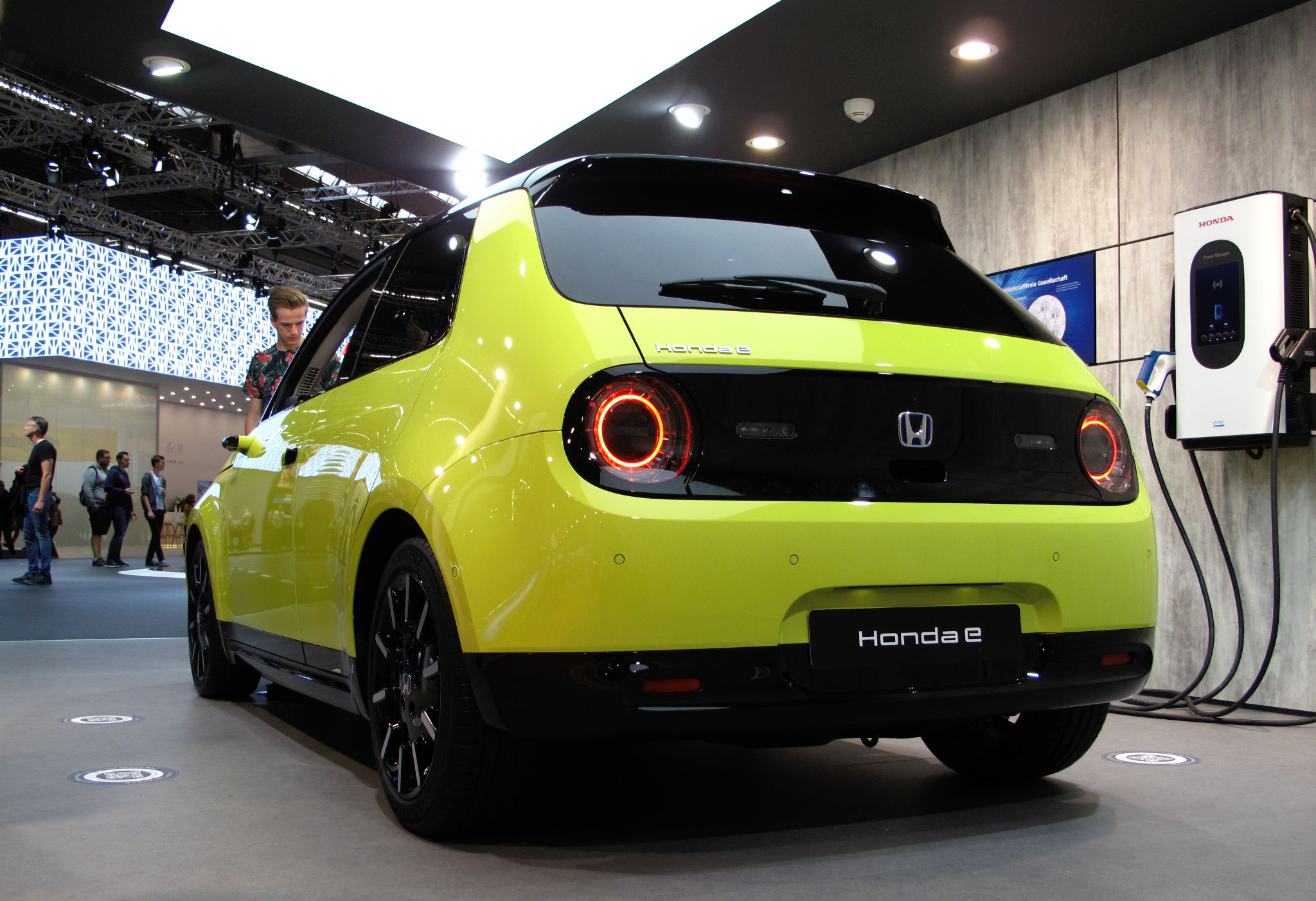
Honda e - tył

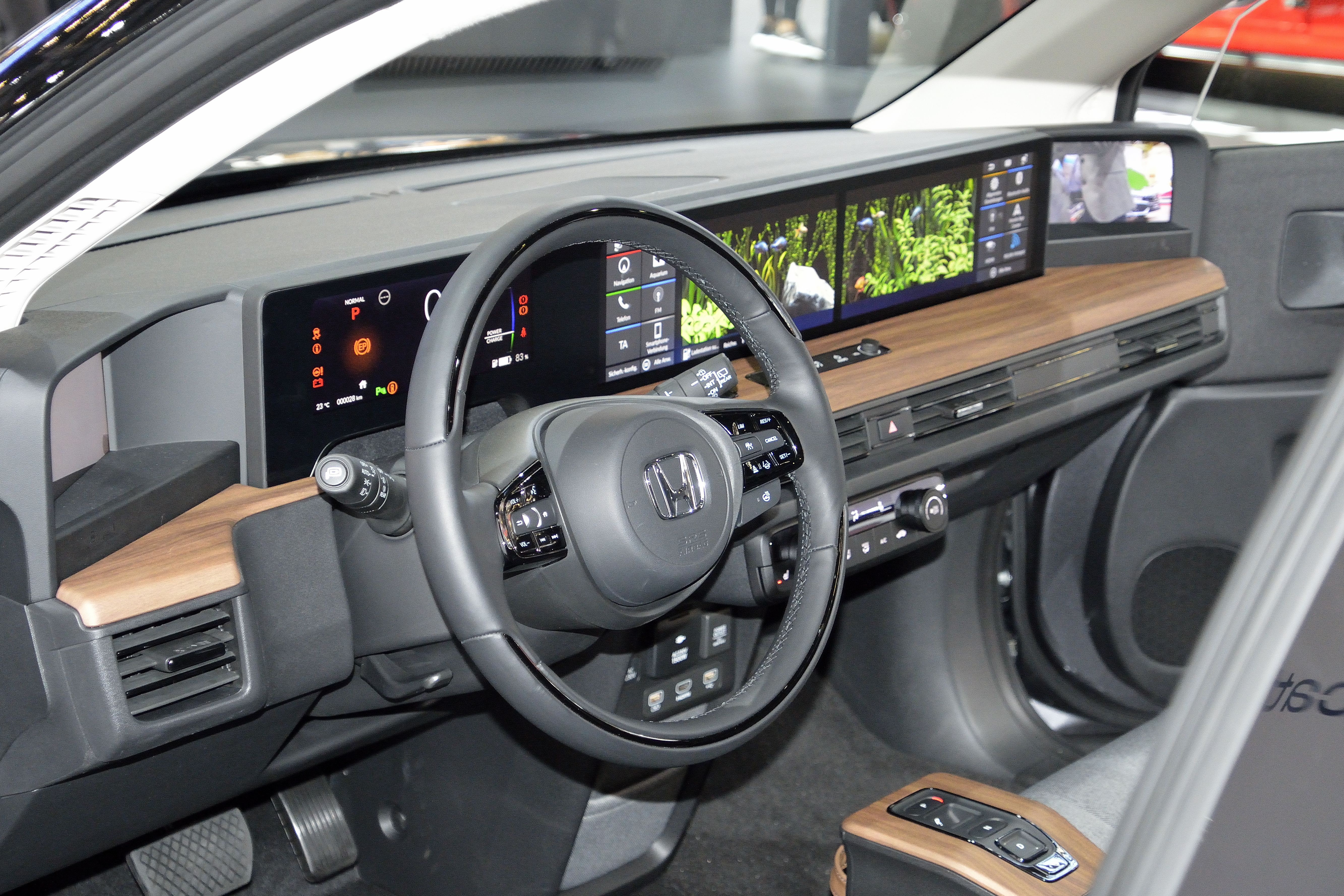
Honda e - deska rozdzielcza

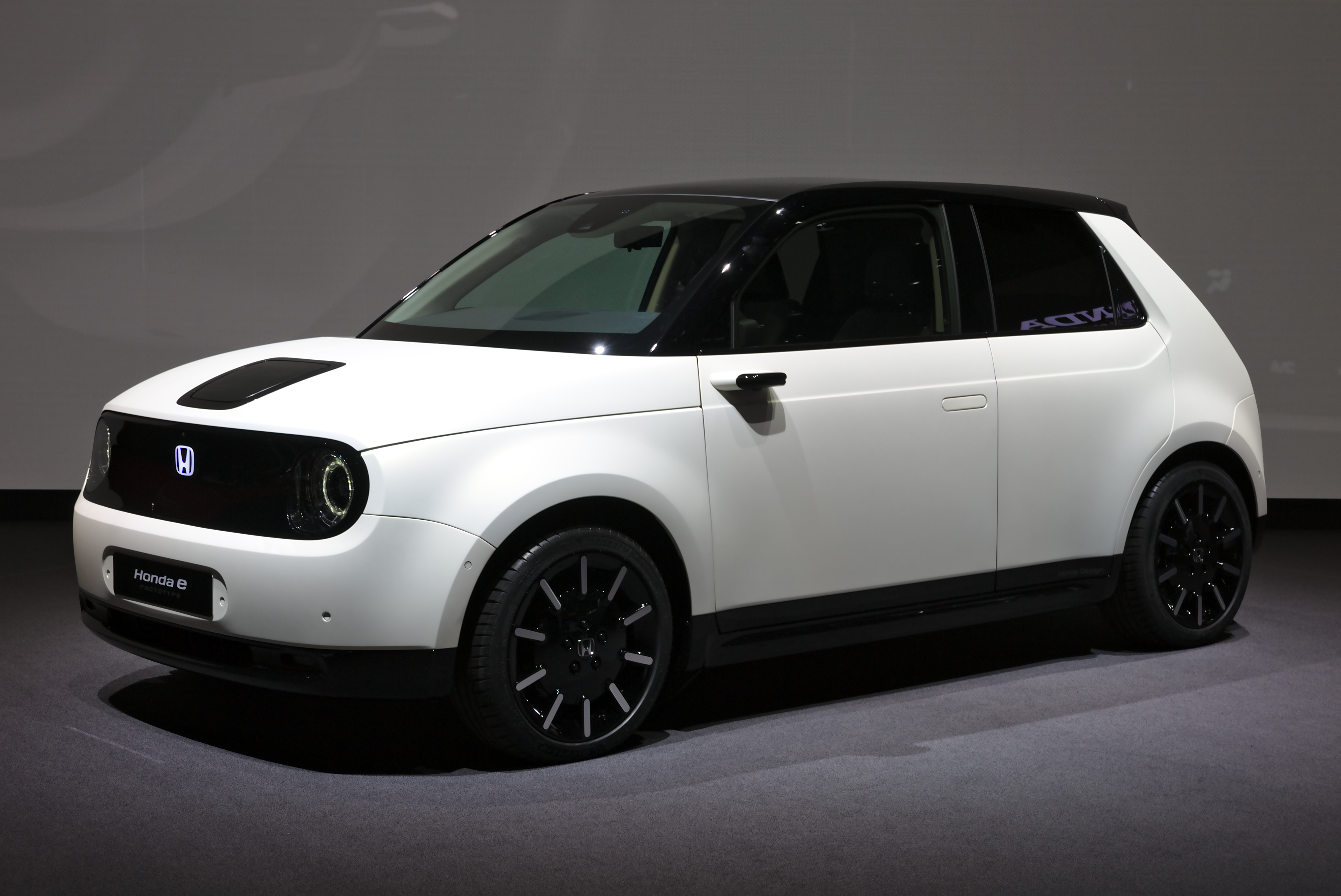
Honda e Prototype

Model e bazuje na zaprezentowanym w 2017 roku podczas targów motoryzacyjnych we Frankfurcie koncepcie Urban EV. Wersja produkcyjna pojazdu zaprezentowana została podczas targów motoryzacyjnych w Genewie w marcu 2019 roku. Zbudowana została na bazie zupełnie nowej, modułowej płyty podłogowej, która wykorzystana ma być do budowy innych elektrycznych, małych modeli marki.
Design pojazdu nawiązuje do przeszłości. Przypomina pierwszą generację modelu Civic z 1972 roku. Charakteryzuje się ona retro stylistyką, minimalistycznymi dodatkami oraz sportową sylwetką. Wykonane w pełni w technologii LED, symetryczne reflektory przednie oraz lampy tylne wykończone zostały obramowaniami w kolorze fortepianowej czerni.
We wnętrzu pojazdu zamiast tradycyjnych przycisków zastosowane zostały ekrany dotykowe, które ciągną się przez całą szerokość deski rozdzielczej pojazdu. W aucie zamontowano cyfrowe lusterka wsteczne. Rejestrowany za pomocą kamer obraz przekazywany jest na dwa ekrany we wnętrzu pojazdu. 6-calowe wyświetlacze umieszczono po lewej i prawej stronie deski rozdzielczej. W celu eliminacji martwego pola kamery te wyposażone zostały w możliwość przełączenia szerokości. Tryb szerokokątny zwiększa pole widzenia o 50%.
Produkcja dobiegła końca w styczniu 2024.

### Dane techniczne
Auto wyposażone zostało w silnik elektryczny o mocy 150 KM (70 kW), który napędza tylną oś pojazdu. Zasięg samochodu ma wynosić 200 km zasięgu na jednym ładowaniu baterii. Do ładowania samochód jest podłączany do źródła prądu przemiennego, czyli istnieje możliwości ładowania go w domu przy użyciu standardowej wtyczki lub specjalnych jednostek ładujących. Dzięki systemowi szybkiego ładowania wystarczy 30 minut, aby baterie pojazdu naładowały się do 80%. Bateria o pojemności 35,5 kWh chłodzona jest wodą.